# Alfred Marchot
Alfred Marchot (31 janvier 1861 à Liège - 18 juin 1939 à Rhode-Saint-Genèse) est un violoniste, pianiste et professeur de musique belge.
Élève d'Eugène Ysaÿe au Conservatoire royal de Liège, Marchot devient l'un de ses collaborateurs pendant de nombreuses années : il l'accompagne comme pianiste et, en 1894, il devient son assistant au Conservatoire royal de Bruxelles. Alfred Marchot dirige notamment le quatuor à cordes qui, par ses prestations, remplace le Quatuor Ysaÿe lors d'une longue tournée d'Eugène Ysaÿe lui-même en quatuor ou en solo. En 1899, dans les dernières années du quatuor, Marchot y joue son second violon.
Parmi les élèves les plus célèbres de Marchot figurent le Catalan Joan Massià i Prats, le Franco-Péruvien André Sas Orchassal et le musicien singapourien Goh Soon Tioe (en).